# Bell Bay
Die Bell Bay (in Norwegen auch Indrefjord genannt) ist eine Bucht an der Küste des ostantarktischen Kemplands. Sie liegt zwischen Mount Saint Michael und der Inselgruppe Kringla. Die Einfahrt vom Langsundet in diese Bucht wird nordwestlich durch den Skagen Point begrenzt.
Norwegische Kartografen kartierten sie anhand von Luftaufnahmen, die bei der Lars-Christensen-Expedition 1936/37 entstanden. Sie benannten sie als Indrefjord (norwegisch für Innerer Fjord). Das Antarctic Names Committee of Australia (ANCA) nahm im Oktober 1960 eine Umbenennung vor. Neuer Namensgeber ist seitdem Sergeant Stewart Bell (1929–2005) von der Royal Australian Air Force, Funkmechaniker auf der Mawson-Station im Jahr 1959.